# Halvsjön, Skåne
Halvsjön är en sjö i Ängelholms kommun i Skåne och ingår i Rönne ås huvudavrinningsområde.